# Poolse parlementsverkiezingen 2015

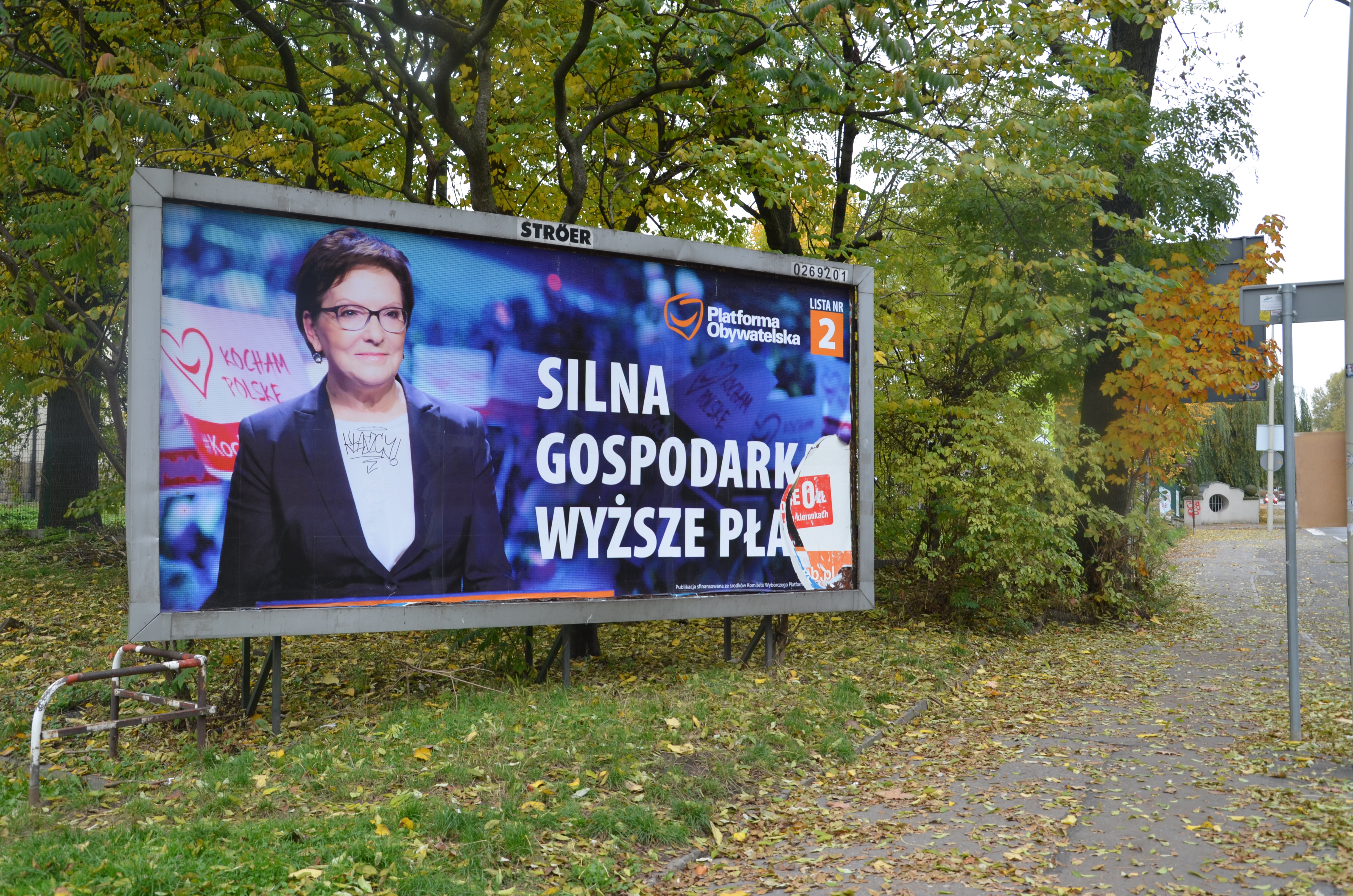
Verkiezingsaffiche van premier Ewa Kopacz in Bielsko-Biała

De Poolse parlementsverkiezingen van 2015 vonden plaats op 25 oktober van dat jaar. De verkiezingen stonden vooral in het teken van ontevredenheid bij de bevolking over de centrumrechtse coalitie van het liberale Burgerplatform (PO) en de agrarische Poolse Volkspartij (PSL), die acht jaar lang onafgebroken had geregeerd. Gedoodverfde winnaar van de verkiezingen was de katholiek-nationalistische partij Recht en Rechtvaardigheid (PiS) van Jarosław Kaczyński, die al in een vroeg stadium van de verkiezingsstrijd Beata Szydło naar voren had geschoven als kandidaat-premier. Eerder dat jaar had PiS-kandidaat Andrzej Duda al enigszins onverwacht zittend president Bronisław Komorowski verslagen in de presidentsverkiezingen. 
Uiteindelijk behaalde de PiS in beide kamers van het parlement een absolute meerderheid, een beter resultaat nog dan op grond van de opiniepeilingen was voorspeld. Hiermee schreef de partij geschiedenis: het was de eerste keer sinds 1989 dat één partij bij vrije verkiezingen in Polen genoeg stemmen kreeg om alleen te gaan regeren. De beide regeringspartijen (het Burgerplatform en de PSL) leden beide een gevoelige nederlaag en laatstgenoemde partij wist zelfs nog maar net boven de kiesdrempel van 5% te blijven. Andere partijen die in het parlement terechtkwamen, waren de nieuwkomers Kukiz'15 en Nowoczesna, respectievelijk een conservatief georiënteerde protestbeweging en een centristische liberale partij. De alliantie Verenigd Links, waartoe onder meer de belangrijkste linkse partijen (SLD en Twój Ruch) behoorden, kwam daarentegen niet over de kiesdrempel, met als gevolg dat er na de verkiezingen in het Poolse parlement uitsluitend nog rechtse, centrumrechtse en centristische partijen vertegenwoordigd waren.
De nieuwe Sejm en Senaat werden op 12 november beëdigd. Op dezelfde dag bood premier Ewa Kopacz aan de president het ontslag van haar regering aan. Op 16 november trad er een nieuwe, uitsluitend uit de PiS bestaande regering aan, het kabinet-Szydło.

De leiders van de belangrijkste partijen
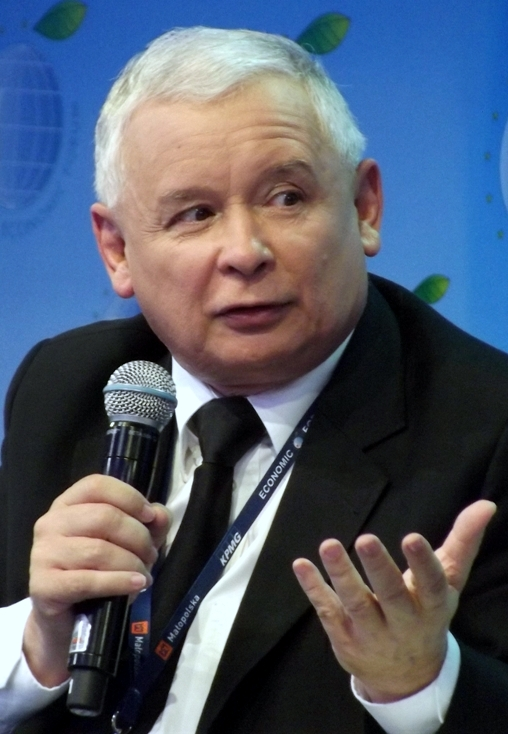
Jarosław Kaczyński (PiS)
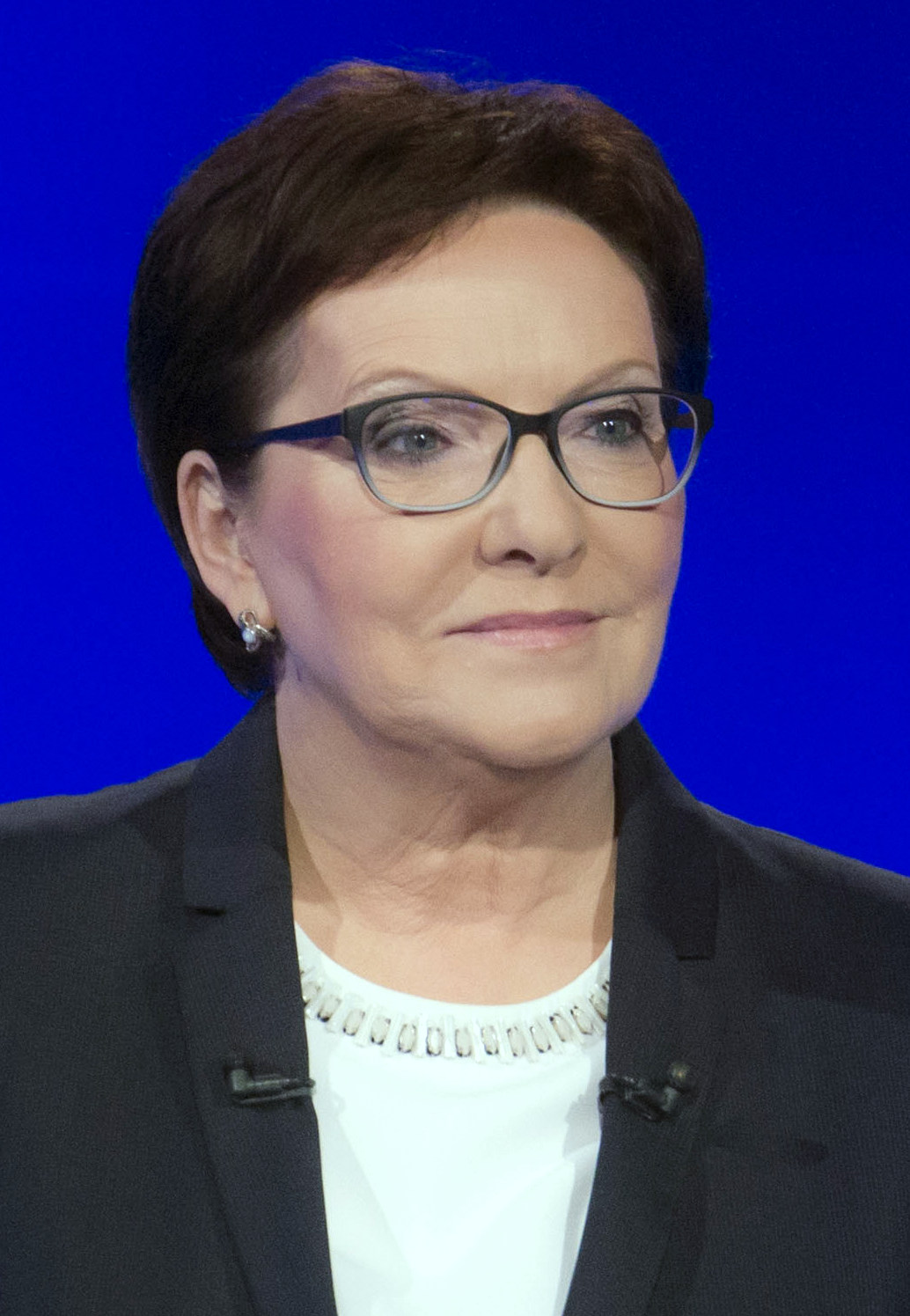
Ewa Kopacz (PO)
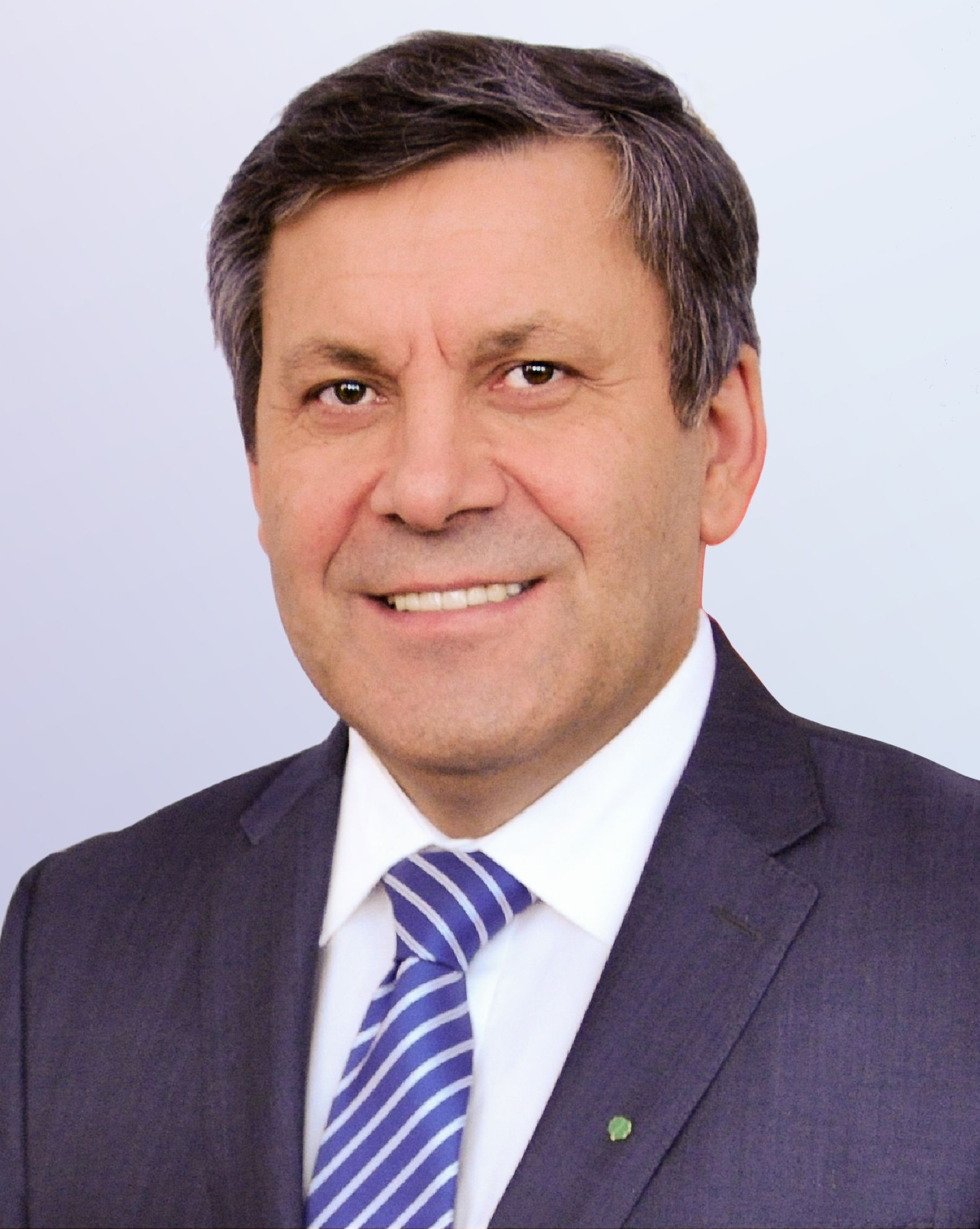
Janusz Piechociński (PSL)
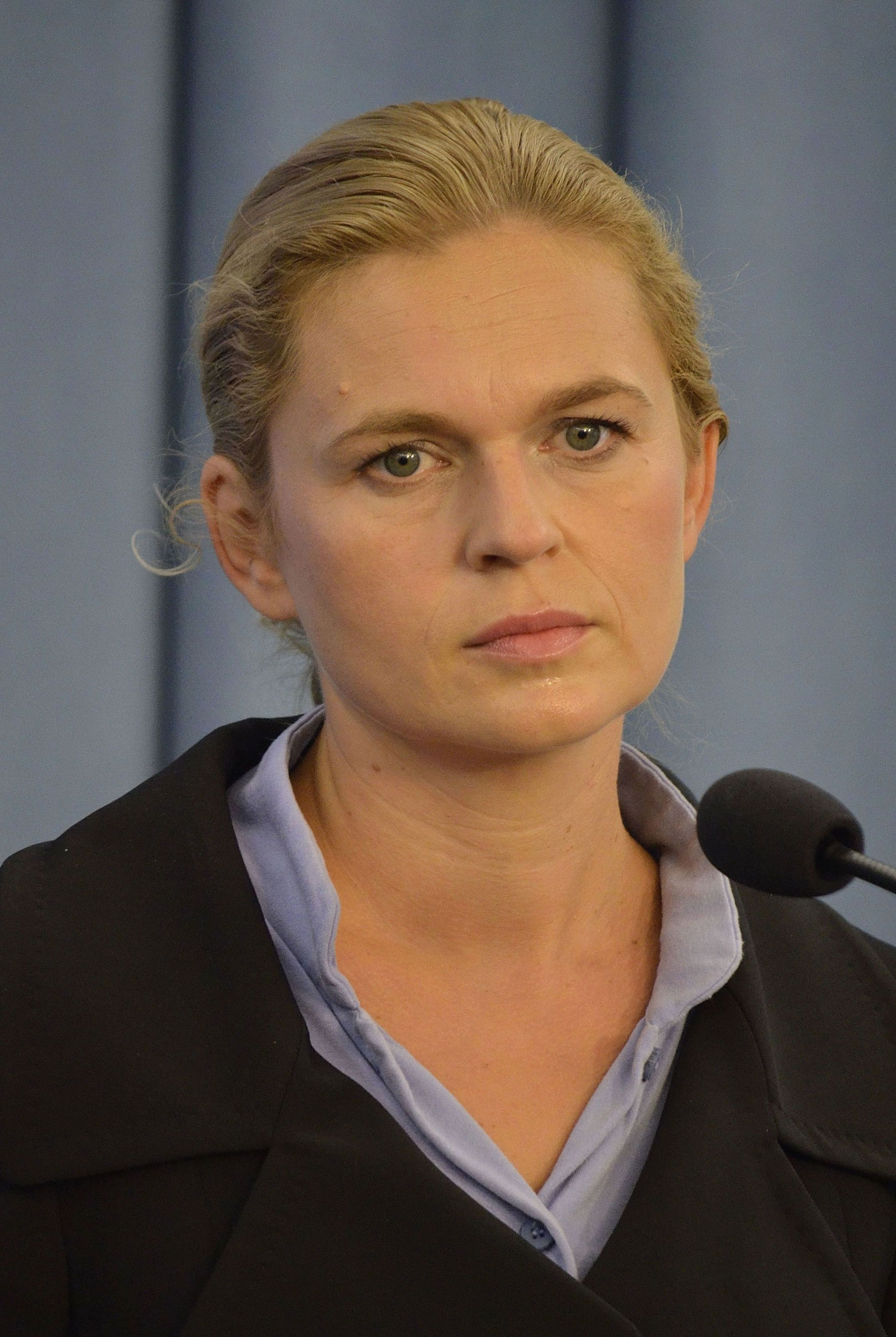
Barbara Nowacka (ZL)
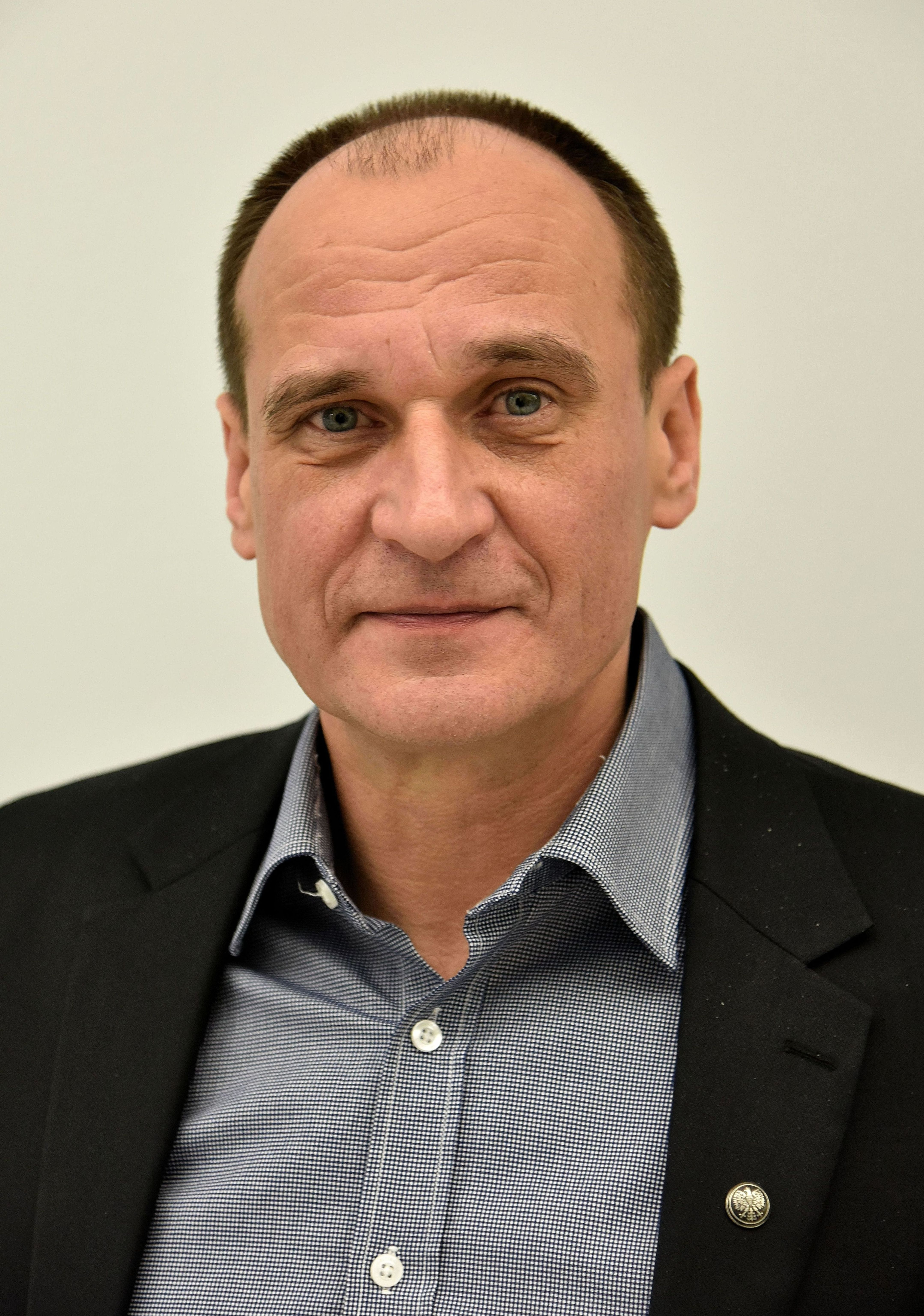
Paweł Kukiz (Kukiz'15)
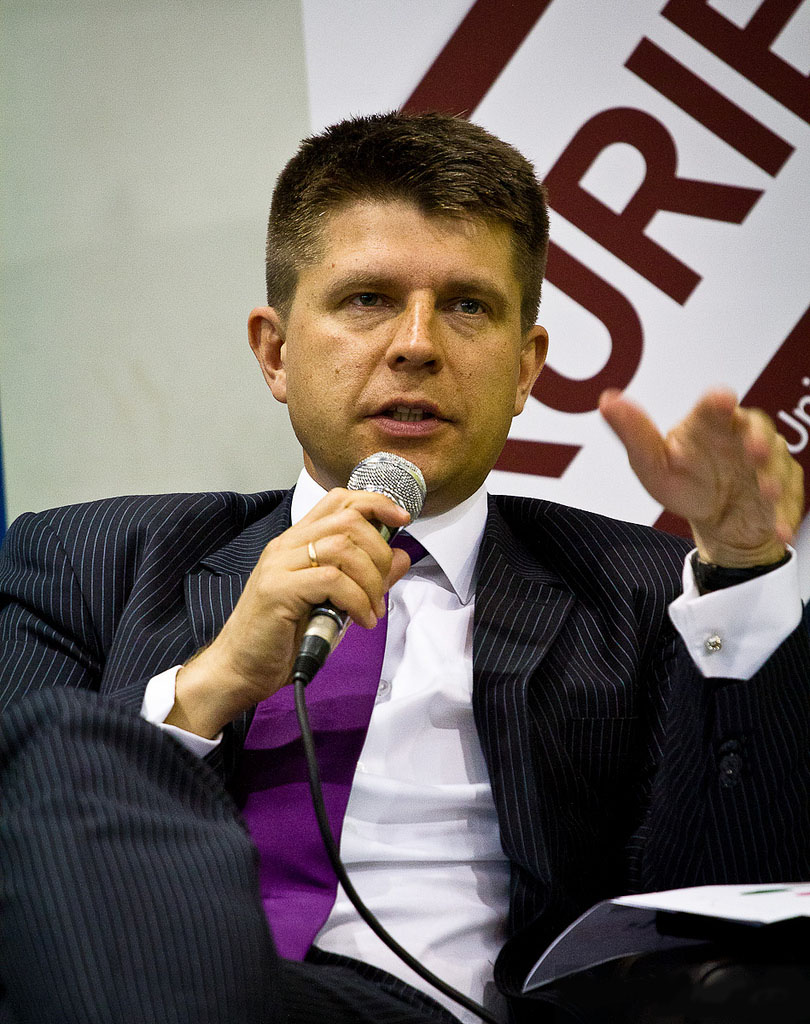
Ryszard Petru (.N)

## Datum
Beide kamers van het Poolse parlement, de Sejm en de Senaat, worden gelijktijdig door de bevolking gekozen voor een periode van vier jaar. Volgens de Poolse kieswet moeten reguliere parlementsverkiezingen op een vrije dag plaatsvinden gedurende laatste 30 dagen van deze zittingsperiode, die aanvangt op de datum waarop de Sejm en de Senaat voor het eerst in hun nieuwe samenstelling bijeenkomen. Op grond hiervan maakte president Bronisław Komorowski op 17 juli 2015 bekend dat de verkiezingen zouden plaatsvinden op 25 oktober.

## Uitslag van de verkiezingen voor de Sejm

De grootste partij per kieskring bij de verkiezingen voor de Sejm

De 460 leden van de Sejm werden verkozen volgens een systeem van evenredige vertegenwoordiging (Methode-D'Hondt), verdeeld over 41 kieskringen, de kleinste met 7 zetels (Silezië en de grootste met 20 zetels (Mazovië). Aan de verkiezingen voor de Sejm werd deelgenomen door zeventien kiescomités, waarvan er acht meededen in alle kieskringen. Kiescomités zijn meestal gelieerd aan één partij, maar kunnen ook uit meerdere partijen bestaan; in dat laatste geval wordt er van een "coalitie" gesproken. Ook gebeurt het veelvuldig dat leden van een partij op de kieslijst van een andere partij staan. Zo stonden op de kieslijsten van de PiS naast leden van deze partij ook leden van de rechtse partijen Solidair Polen, Polska Razem, Rechts van de Republiek, Katholiek-Nationale Beweging (RKN) en Partij "Piast".
Voor gewone kiescomités gold een kiesdrempel van 5%, voor coalities een kiesdrempel van 8%. Dit verklaart waarom Verenigd Links weliswaar 7,60% van de stemmen behaalde, maar desondanks buiten de Sejm bleef. Kiescomités van nationale minderheden waren vrijgesteld van de kiesdrempel, waardoor de Duitse Minderheid één zetel in de wacht sleepte.
| Kiescomités       | Kiescomités | Kiescomités         | Kiescomités          | 2015       | 2015   | 2015   | 2011   | 2011   |
| Naam              | Naam | Afkorting           | Leider               | Stemmen    | %      | Zetels | %      | Zetels |
| ----------------- | --- | ------------------- | -------------------- | ---------- | ------ | ------ | ------ | ------ |
|                   | Prawo i Sprawiedliwość (Recht en Rechtvaardigheid)                                                                   | PiS                 | Jarosław Kaczyński   | 5 711 687  | 37,58  | 235    | 29,89  | 157    |
|                   | Platforma Obywatelska (Burgerplatform)                                                                               | PO                  | Ewa Kopacz           | 3 661 474  | 24,09  | 138    | 39,18  | 207    |
|                   | Kukiz'15 |                     | Paweł Kukiz          | 1 339 094  | 8,81   | 42     | —      | —      |
|                   | Nowoczesna Ryszard Petru (Modern - Ryszard Petru)                                                                    | .N                  | Ryszard Petru        | 1 155 370  | 7,60   | 28     | —      | —      |
|                   | Zjednoczona Lewica (Verenigd Links)                                                                                  | ZL                  | Barbara Nowacka      | 1 147 102  | 7,55   | —      | 18,26  | 67     |
|                   | Polskie Stronnictwo Ludowe (Poolse Volkspartij)                                                                      | PSL                 | Janusz Piechociński  | 779 875    | 5,13   | 16     | 8,36   | 28     |
|                   | Koalicja Odnowy Rzeczypospolitej Wolność i Nadzieja (Coalitie voor de Vernieuwing van de Republiek Vrijheid en Hoop) | KORWiN              | Janusz Korwin-Mikke  | 722 999    | 4,76   | —      | —      | —      |
|                   | Partia Razem (Partij Samen)                                                                                          | Razem               | Adrian Zandberg      | 550 349    | 3,62   | —      | —      | —      |
|                   | KKW Zbigniewa Stonogi (Kiescomité Zbigniew Stonoga)                                                                  |                     | Zbigniew Stonoga     | 42 731     | 0,28   | —      | —      | —      |
|                   | Mniejszość Niemiecka (Duitse Minderheid)                                                                             | MN                  | Ryszard Galla        | 27 530     | 0,18   | 1      | 0,19   | 1      |
|                   | Zjednoczeni dla Śląska (Verenigd voor Silezië)                                                                       |                     | Dietmar Brehmer      | 18 668     | 0,12   | —      | —      | —      |
|                   | JOW Bezpartyjni (Eén zetel per kiesdistrict - Partijlozen)                                                           |                     | Robert Raczyński     | 15 656     | 0,10   | —      | —      | —      |
|                   | KKW Grzegorza Brauna "Szczęść Boże" (Kiescomité Grzegorz Braun "God zij met u")                                      |                     | Grzegorz Braun       | 13 113     | 0,09   | —      | —      | —      |
|                   | Kongres Nowej Prawicy (Congres van Nieuw Rechts)                                                                     | KNP                 | Michał Marusik       | 4 852      | 0,03   | —      | 1,06   | —      |
|                   | Samoobrona (Zelfverdediging)                                                                                         | Samoobrona          | Lech Kuropatwiński   | 4 266      | 0,03   | —      | 0,07   | —      |
|                   | Ruch Społeczny Rzeczypospolitej Polskiej (Sociale Beweging van de Republiek Polen)                                   | RS RP               | Sławomir Izdebski    | 3 941      | 0,03   | —      | —      | —      |
|                   | Obywatele do Parlamentu (Burgers naar het Parlement)                                                                 | OdP                 | Jan Zbigniew Potocki | 1 964      | 0,01   | —      | —      | —      |
|                   | Overige kiescomités                                                                                                  | Overige kiescomités | Overige kiescomités  | —          | —      | —      | 2,99   | —      |
|                   | |                     |                      |            |        |        |        |        |
| Totaal            | Totaal | Totaal              | Totaal               | 15 200 671 | 100,00 | 460    | 100,00 | 460    |
| Ongeldige stemmen | Ongeldige stemmen | Ongeldige stemmen   | Ongeldige stemmen    | 394 664    | 2,53   |        |        |        |
| Opkomst           | Opkomst | Opkomst             | Opkomst              | 15 595 335 | 50,92  |        |        |        |

## Uitslag van de verkiezingen voor de Senaat

Partijkleur van de winnaars per kiesdistrict bij de verkiezingen voor de Senaat

De 100 leden van de Senaat werden verkozen volgens een districtenstelsel, waarbij het land was onderverdeeld in 100 kiesdistricten met elk één zetel. Er werd in totaal deelgenomen door 91 kiescomités, waarvan er 66 slechts in één kiesdistrict meededen.
Net als bij de verkiezingen voor de Sejm behaalde de PiS met 61 zetels een absolute meerderheid binnen de Senaat. Daarnaast werden er zetels behaald door het Burgerplatform en de PSL. Ook werden er vier onafhankelijke kandidaten verkozen, onder wie Marek Borowski, voormalig minister, parlementsvoorzitter en leider van de sociaaldemocratische SDPL.
| Kiescomités       | Kiescomités | Kiescomités         | 2015       | 2015   | 2015   | 2011   | 2011   |
| Naam              | Naam | Afkorting           | Stemmen    | %      | Zetels | %      | Zetels |
| ----------------- | --- | ------------------- | ---------- | ------ | ------ | ------ | ------ |
|                   | Prawo i Sprawiedliwość (Recht en Rechtvaardigheid)                                                                   | PiS                 | 5 993 433  | 39,99  | 61     | 26,94  | 31     |
|                   | Platforma Obywatelska (Burgerplatform)                                                                               | PO                  | 4 323 789  | 28,85  | 34     | 35,60  | 63     |
|                   | Polskie Stronnictwo Ludowe (Poolse Volkspartij)                                                                      | PSL                 | 1 109 675  | 7,40   | 1      | 9,39   | 2      |
|                   | Zjednoczona Lewica (Verenigd Links)                                                                                  | ZL                  | 595 206    | 3,97   | —      | 9,00   | —      |
|                   | Nowoczesna Ryszard Petru (Modern - Ryszard Petru)                                                                    | .N                  | 394 817    | 2,63   | —      | —      | —      |
|                   | Kukiz'15 |                     | 207 156    | 1,38   | —      | —      | —      |
|                   | Koalicja Odnowy Rzeczypospolitej Wolność i Nadzieja (Coalitie voor de Vernieuwing van de Republiek Vrijheid en Hoop) | KORWiN              | 186 510    | 1,24   | —      | —      | —      |
|                   | Overige kiescomités                                                                                                  | Overige kiescomités | 2 177 500  | 14,54  | 4      | 19,07  | 4      |
|                   | |                     |            |        |        |        |        |
| Totaal            | Totaal | Totaal              | 14 988 086 | 100,00 | 100    | 100,00 | 100    |
| Ongeldige stemmen | Ongeldige stemmen | Ongeldige stemmen   | 604 947    | 3,88   |        |        |        |
| Opkomst           | Opkomst | Opkomst             | 15 593 033 | 50,91  |        |        |        |